# Frontière entre l'Abkhazie et la Russie
 (novembre 2021).
La frontière entre l'Abkhazie et la Russie est la frontière internationale terrestre et maritime séparant les deux pays, de la mer Noire au glacier du Dalari, reconnu par la majorité de la communauté internationale comme une partie de la frontière géorgiano-russe. Courant le long de la Transcaucasie, c'est la plus longue frontière terrestre de l'Abkhazie.
Elle n'acquiert son acceptation de limite entre États qu'en 1992, à compter de la déclaration d'indépendance de la République d'Abkhazie envers la Géorgie. Avant cette date, même si officiellement l'Abkhazie fait toujours partie de la Géorgie, la République partageait sa frontière avec la Russie en tant que région administrative de la Géorgie. La Géorgie était alors avant le 9 avril 1991 une république et un sujet de l'URSS. L'Abkhazie a toujours été une région à part protégée au nord par la Transcaucasie et au sud par la mer Noire ; au premier millénaire av. J.-C., la région acquiert déjà les frontières qu'elle occupe actuellement sous le royaume de Colchide. Depuis, elle n'a pas arrêté de changer de main entre différentes puissances caucasiennes et du IXe au XIXe siècle, le territoire est un royaume en partie unifié à celui d'Iméréthie. L'Abkhazie finit par appartenir aux russes jusqu'à la chute de l'URSS.
Il n'y a pas d'acte mentionnant une frontière entre les deux États tel que définit actuellement mais en 1931, un traité est signé entre la Géorgie, dépendant de l'URSS, et cette dernière ; l'Abkhazie fait alors partie de la république de Géorgie et ses frontières actuelles.
La frontière est aujourd'hui traversée par trois voies internationales, deux routières et une ferroviaire, toutes trois situées à l'embouchure du Psou entre Vesyoloye en Russie et Leselidze en Abkhazie.

## Le tracé
Le tracé de la frontière russo-abkhasienne suit deux obstacles naturels : le fleuve Psou et la crête de la Transcaucasie. Ces deux frontières naturelles sont très difficiles à franchir et il n'existe actuellement que trois points de passages sur toute la frontière regroupée en un point franchissant le Psou à l'embouchure du fleuve.

## Caractéristiques géographiques
La frontière terrestre russo-abkhasienne s'étend du sud au nord puis d'ouest en est. C'est la plus longue frontière terrestre de l'Abkhazie devant celle avec la Géorgie. Elle débute à l'ouest sur la mer Noire au niveau du village russe de Vesyoloye, dans la périphérie d'Adler, et de la ville abkhaze de Leselidze. La frontière prend ensuite une direction sud-nord au long du Psou jusqu'au village d'Aïbgha et prend ensuite une direction d'ouest en est jusqu'au glacier du Dalari partagé entre l'Abkhazie, la Géorgie et la Russie.
Pour l'Abkhazie, et d'ouest en est, la frontière borde le nord du raïon de Gagra, de Goudaouta, de Soukhoumi et de Goulrypchi. En ce qui concerne la Russie, et toujours d'ouest en est, ce sont le kraï de Krasnodar et la république de Karatchaïévo-Tcherkessie qui définissent la frontière.

### Rayons abkhazes
Gagra, Goudaouta, Soukhoumi, Goulrypchi.

### Rayons russes

#### Kraï de Krasnodar
Adler, Mostovsky.

#### République de Karatchaïévo-Tcherkessie
Urupsky, Zelenchuksky, Karachayevsky.

### Passages et voies de communications terrestres
Les deux uniques passages routiers entre les deux États sont l'autoroute Sotchi - Sukhum (la route européenne 97) et le pont d'Ulirtsa Urozhaynaya, à quelques mètres du pont autoroutier. Il y a un poste-frontière de chaque côté dont le plus important est le russe.
| Route Européenne | Route d'Abkhazie | Villes desservies            | Point de passage  | Villes desservies | Route de Russie |
| ---------------- | ---------------- | ---------------------------- | ----------------- | ----------------- | --------------- |
| E 97             | E60              | Leselidze - Gantiadi - Gagra | Leselidze - Adler | Adler - Sotchi    |                 |

La ligne de chemin de fer franchit le Psou à quelques mètres au-dessous du pont autoroutier.
| Ligne d'Abkhazie                    | Gare d'Abkhazie    | Ligne de Russie                     | Gare de Russie    |
| ----------------------------------- | ------------------ | ----------------------------------- | ----------------- |
| Trains vers la Russie et la Géorgie | Gare de Tsandripsh | Trains vers l'Abkhazie et la Russie | Gare de Vesyoloye |

### La frontière maritime
La Russie possède une frontière maritime de 22,4 kilomètres avec la Géorgie, et donc l'Abkhazie, mais n'est pas délimitée avec un traité. Le tripoint maritime est partagé avec la frontière maritime de la Turquie, seule frontière maritime dans la mer Noire qui est régie par un traité avec la Russie.